# 豊島区立千早小学校
豊島区立千早小学校（としまくりつ ちはやしょうがっこう）は、東京都豊島区千早3丁目にある公立小学校。

## 歴史
- 1937年（昭和12年）4月 - 東京市長崎第五尋常小学校として、開校。
- 1941年（昭和16年）4月1日 - 国民学校令により、東京市長崎第五国民学校と改称。
- 1947年（昭和22年）4月1日 - 学制改革により、東京都豊島区立千早小学校と改称。同月、校歌決定、学校給食開始。
- 1954年（昭和29年）4月 - 学校図書館完成。
- 1957年（昭和32年）7月 - プール完成。
- 1960年（昭和35年）3月 - 講堂完成。
- 1968年（昭和43年）1月 - 新校歌完成。
- 1972年（昭和47年）6月 - 校舎改築落成。
- 1997年（平成9年）11月 - 創立60周年記念式典挙行。
- 2004年（平成16年）10月 - 校舎・体育館耐震工事完了。
- 2005年（平成17年）7月 - 普通教室冷房工事完了。
- 2007年（平成19年）
  - 4月 - 特別支援学級（通級･あすなろ）開設。
  - 12月 - 創立70周年記念式典挙行。
- 2009年（平成21年）3月 - プール改修工事完了。
- 2012年（平成24年）6月 - 創立75周年記念式典挙行。
- 2013年（平成25年）12月 - 東側トイレ改修。
- 2014年（平成26年）
  - 8月 - 図書室を学習センターへ改修。同月、ランチルーム改修工事完了。さらに、体育館LED照明採用。
  - 12月 - 「子どもスキップ千早」新設工事完了。同月、校庭全面改修工事完了。
- 2016年（平成28年）4月 - 特別支援教室「あすなろ」開室。
- 2018年（平成30年）12月 - 給食室改修工事完了。

## 周辺
- 子どもスキップ千早 - 本校敷地内
- 千早子どもの家保育園 - 進学前保育園のひとつ
- 東京都立千早高等学校
- 豊島区立千早図書館
- 豊島区立明豊中学校 - 主な進学先

## アクセス
- 国際興業バス池07「千早高校」バス停下車後、徒歩約390m・約6分。
- 東京メトロ有楽町線・副都心線千川駅（3番出口）から、徒歩約540m・約8分。
- 西武池袋線東長崎駅（北口）から、徒歩約845m・約13分。